# Марк Анний Вер Цезарь
Марк А́нний Вер Це́зарь (лат. Marcus Annius Verus Caesar; 162 — 10 сентября 169) — один из тринадцати детей римского императора Марка Аврелия и его жены Фаустины Младшей.
Вер родился в 162 году. В возрасте четырёх лет он был объявлен первым наследником престола Марка Аврелия.
12 октября 166 года провозглашён цезарем вместе со старшим братом Коммодом. Однако 10 сентября 169 года мальчик скончался в Риме от естественных причин после удаления опухоли. После смерти Вера его брат Коммод становится единственным наследником, а затем императором.